# Eleições parlamentares europeias de 2004 (Malta)
As eleições parlamentares europeia de 2004 em Malta, realizaram-se a 12 de junho e, serviram para, pela primeira vez, eleger os 5 deputados nacionais ao Parlamento Europeu.

## Resultados Oficiais
| Partido                 | Partido                 | Votos   | %               | Deputados |
| ----------------------- | ----------------------- | ------- | --------------- | --------- |
|                         | Partido Trabalhista     | 118 983 | 48,42 / 100,00  | 3 / 5     |
|                         | Partido Nacionalista    | 97 688  | 39,76 / 100,00  | 2 / 5     |
|                         | Alternativa Democrática | 22 938  | 9,33 / 100,00   | 0 / 5     |
|                         | Outros                  | 6 113   | 2,49 / 100,00   | 0 / 5     |
| Votos Inválidos         | Votos Inválidos         | 5 239   | 1,98 / 100,00   |           |
| Total                   | Total                   | 250 691 | 100,00 / 100,00 | 5 / 5     |
| Eleitorado/Participação | Eleitorado/Participação | 304 283 | 82,39 / 100,00  |           |
| Fonte                   | Fonte                   | [ 1 ]   | [ 1 ]           | [ 1 ]     |